# Pre Pre Libertadores 2001
La Pre Pre Libertadores 2001 es la cuarta edición del torneo el cual reparte los dos boletos a los equipos mexicanos para la Copa Libertadores 2002.
El torneo fue ganado por el América al obtener el primer lugar de grupo con 10 puntos y así obtuvo el lugar de México 1, mientras que el Morelia logró el segundo lugar con 6 puntos con lo que logró calificar como México 2 a la Pre-Libertadores 2002 contra clubes venezolanos por dos lugares a la Copa Libertadores 2002.
Se jugó nuevamente en Estados Unidos, bajo el formato de un pentagonal todos contra todos, clasificando los dos primeros lugares.

## Resultados
| Po. | Equipo    | Jj | Jg | Je | Jp | GF | GC | Dif | Pts |
| --- | --------- | -- | -- | -- | -- | -- | -- | --- | --- |
| 1   | América   | 4  | 3  | 1  | 0  | 10 | 2  | -7  | 10  |
| 2   | Morelia   | 3  | 2  | 0  | 1  | 6  | 3  | -5  | 6   |
| 3   | Cruz Azul | 4  | 1  | 1  | 2  | 4  | 7  | -5  | 4   |
| 4   | Toluca    | 4  | 1  | 1  | 2  | 4  | 7  | -7  | 4   |
| 5   | Atlas     | 3  | 0  | 1  | 2  | 4  | 6  | -1  | 1   |

| 25 de julio de 2001 | América                   | 2:0 (1:0) | Toluca | Los Angeles, California |  |
|                     | Estay 15' · L. Moreno 48' |           |        |                         |  |

|  | Atlas | PPD | Morelia |  |  |

| 1 de agosto de 2001 | Toluca                                         | 3:1 (2:1) | Atlas      | Cotton Bowl, Dallas, Texas |  |
|                     | J. Cardozo 7' · O. Blanco 45' · C. Morales 58' |           | Osorno 12' |                            |  |

| 1 de agosto de 2001 | Morelia                       | 2:1 (1:0) | Cruz Azul   | Cotton Bowl, Dallas, Texas |  |
|                     | F. Davino 35' · Fernandes 61' |           | Reynoso 58' |                            |  |

| 22 de agosto de 2001 | Morelia           | 2:0 (0:0) | Toluca | Chicago, Illinois |  |
|                      | J. Lozano 55' 56' |           |        |                   |  |

| 22 de agosto de 2001 | América        | 2:0 (1:0) | Cruz Azul | Chicago, Illinois |  |
|                      | Oviedo 28' 64' |           |           |                   |  |

| 29 de agosto de 2001 | Cruz Azul           | 2:2 (2:2) | Toluca                          | San Jose, California |  |
|                      | R. Astudillo 3' 35' |           | V. Sánchez 10' · J. Cardozo 37' |                      |  |

| 29 de agosto de 2001 | América       | 1:1 (1:1) | Atlas           | San Jose, California |  |
|                      | L. Moreno 42' |           | H. Castillo 18' |                      |  |

| 19 de septiembre de 2001 | Cruz Azul                    | 2:1 (1:1) | Atlas            | Cotton Bowl, Houston, Texas |  |
|                          | Ledesma 45' · D. Mendoza 65' |           | J. Rodríguez 40' |                             |  |

| 19 de septiembre de 2001 | América                     | 2:1 (1:1) | Morelia       | Cotton Bowl, Houston, Texas |  |
|                          | Oviedo 36' · J. Mendoza 85' |           | D. Franco 29' |                             |  |

## Goleadores
3 goles

 Franky Oviedo - América

2 goles

 Leonardo Fabio Moreno - América

 Javier Lozano - Morelia

 José Cardozo - Toluca

 Rodrigo Astudillo - Cruz Azul

1 gol

 Fabián Estay - América

 Omar Blanco - Toluca

 Carlos María Morales - Toluca

 Daniel Osorno - Atlas

 Juan Pablo Rodríguez - Atlas

 Alex Fernandes - Morelia

 Flavio Davino - Morelia

 Juan Reynoso - Cruz Azul

 Vicente Sánchez - Toluca

 Hugo Castillo - Atlas

 David Mendoza - Cruz Azul

 Marinho Ledesma - Cruz Azul

 Darío Franco - Morelia

 Jesús Mendoza - América

América

Campeón